# Hochtregist (Grazer Bergland)
Hochtregist ist eine 761 m ü. A. hohe Erhebung des westlichen Grazer Berglandes. Der Gipfel des Berges befindet sich im östlichen Teil der zur Stadtgemeinde Bärnbach gehörenden Katastralgemeinde Hochtregist, etwas westlich der Gemeindegrenze zu Geistthal-Södingberg.
Der Berg erhebt sich zwischen dem Tregistbach im Westen und dem Tal des Södingbaches im Osten. Am südlichen Hang des Hochtregist liegt die Streusiedlung Lichtenegg. Der Hochtregist bildet zusammen mit dem 794 m ü. A. hohen Hochkogel und dem 740 m ü. A. hohen Schrapfberg einen Höhenzug.